# William Lewis Elkin

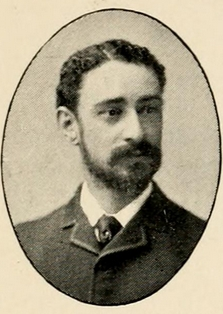
William Lewis Elkin (1904)

William Lewis Elkin (* 29. April 1855 in New Orleans, Louisiana; † 30. Mai 1933 in New Haven, Connecticut) war ein US-amerikanischer Astronom.

## Leben und Wirken
Elkins Vater Lewis Elkin starb plötzlich, als sich die Familie auf eine Reise nach Europa vorbereitete. William Lewis Elkin wuchs mit seiner Mutter Jane Elkin in verschiedenen Ländern Europas auf und lernte unter anderem Französisch und Deutsch. Er erwarb an der Polytechnischen Hochschule Stuttgart (heute Universität Stuttgart) einen Abschluss als Ingenieur und 1880 bei Friedrich August Theodor Winnecke an der Universität Straßburg (Observatoire de Strasbourg) mit der Arbeit Die  Parallaxe von α Centauri einen Doktor in Astronomie.
In Straßburg lernte Elkin David Gill kennen, der ihn an das Royal Observatory, Cape of Good Hope, einlud. Hier bestimmten Gill und Elkin ab 1881 die Parallaxe mehrerer Sterne, darunter solche in Alpha Centauri. Mit William Henry Finlay bestimmte Elkin 1882 die Orbitaleigenschaften von C/1882 R1 (Großer Septemberkomet).
1883 ging Elkin in die Vereinigten Staaten, um am Yale Observatory in New Haven zu arbeiten. 1896 wurde er als Nachfolger von Hubert Anson Newton Direktor des Observatoriums. In Yale veröffentlichte Elkin zahlreiche Arbeiten zu Heliometer-Messungen verschiedener astronomischer Objekte, unter anderem mit wichtigen Erkenntnissen über die Größe des Sonnensystems und die Masse verschiedener Planeten und Monde. 1910 ging Elkin gesundheitsbedingt in den Ruhestand – eine Rente der Carnegie Foundation lehnte er ab – und widmete sich in der Folge unter anderem der Musik und der Farbphotographie, aber nicht mehr der Astronomie.
1885 wurde Elkin als Fellow in die American Association for the Advancement of Science, 1895 als Mitglied in die National Academy of Sciences gewählt. 1908 erhielt er den Lalande-Preis der Académie des sciences (Frankreich). Elkin war Mitglied der Royal Astronomical Society (1892) und Ehrendoktor der Universität Christiania (1911). Die Yale University verlieh ihm 1893 einen Master of Arts ehrenhalber.
William Lewis Elkin war mit Catherine Adams verheiratet; das Paar hatte keine Kinder.